# Blue Blud
I Blue Blud furono un gruppo hair metal britannico formato nel 1986 a Sudbury, Suffolk, Inghilterra.

## Storia
I Blue Blud nacquero dalle ceneri della NWOBHM band Trespass nel tardo 1986 a Sudbury, Suffolk, composti originariamente come trio formato da Mark Sutcliffe (chitarra), Dave Crawte (basso) e Paul Sutcliffe (batteria). L'anno seguente passarono alla pubblicazione di Liqueur And Poker, un EP di 5 tracce con Mark Sutcliffe nel ruolo di vocalist/chitarrista. Il gruppo partì subito a supporto dei Tygers of Pan Tang in un tour britannico quell'anno. Al termine di queste date il trio aggiornò la formazione con Phil Kane (voce) e Rob Arriss (tastiere), nel tardo 1987. Questa versione della band debuttò in occasione di una data di supporto ai White Lion al locale Marquee Club di Londra. Con i nuovo cantante e la presenza delle tastiere, il gruppo introdusse sonorità più leggere orientandosi sul pop metal. Durante la loro ascesa, suonarono al fianco di svariati importanti gruppi come Shy, Faith No More, The Grip. Firmaromo quindi un accordo con l'ex manager dei Chrome Molly Harry Cowell, assicurandosi un contratto discografico con la Music For Nations. Il primo album, The Big Noise venne pubblicato sotto la nuova label nel 1989. Il quintetto partì immediatamente per supportare i Tigertailz in un altro tour britannico nel tardo '89. Altre date vennero loro assegnate immediatamente da spalla agli statunitensi Lizzy Borden in Europa durante il 1990, nell'intento di supportare il debutto. L'anno successivo i britannici passarono alla pubblicazione del secondo album, Universal Language, cambiando leggermente nome in "Blue Blood", ed apparendo in agosto al "Mildenhall Rock festival", al quale parteciparono gruppi come Hawkwind, Mama's Boys e Marshall Law. Nei primi anni 90 però le tendenze musicali erano in fase di cambiamento a causa dell'insoregere della corrente grunge e del alternative rock in generale. La Music for Nations interruppe il contratto con la band. Il gruppo registrò un'altra demo nella speranza di concludere un nuovo contratto, ma senza successo. Intenzionati a cambiare stile, licenziarono Kane e Arris, ma infine si sciolsero definitivamente nel 1992.
In seguito i fratelli Sutcliffe riformarono i Trespass, passando alla pubblicazione del loro primo full-length.

## Formazione
- Phil Kane - voce
- Mark Sutcliffe - chitarra, voce
- Dave Crawte - basso
- Robert Arris - tastiere
- Paul Sutcliffe - batteria

## Discografia
- 1989 - The Big Noise
- 1991 - Universal Language